# Pyrgomantis curta
Pyrgomantis curta är en bönsyrseart som beskrevs av Max Beier 1954. Pyrgomantis curta ingår i släktet Pyrgomantis och familjen Tarachodidae. Inga underarter finns listade i Catalogue of Life.